# Kaiser Chiefs
Kaiser Chiefs és un grup independent de britpop britànic originari de Leeds i format a 1997 sota el nom de Parva, per després ser anomenats com Kaiser chiefs el 2003.
Són guanydors de 3 Brit Awards en 2006 (millor grup, millor grup de rock i millor concert) i autors d'un primer àlbum, Employment, eixit el 2005, molt ben rebut per la crítica i que ha conegut un gran èxit entre el públic gràcies a dos temes de l'àlbum: I love you less and less i I predict a riot.
El nom del grup fa referència a un equip de futbol sud-africà, el Kaizer Chiefs Football Club, on ha jugat Lucas Radebe, antic capità de l'equip Leeds United Football Club, del qual són fans els membres de la banda.

## Biografia
Quan els Kaiser chiefs s'estaven formant a la ciutat de Leeds, durant l'estiu del 2003, la seua fi no era conquerir grans estadis de futbol o canviar el món. Als amagatallas més foscos dels clubs i sales de concert situats un poc apartats de la ciutat,Ricky Wilson (cantant), Andrew ‘Whitey’ White (guitarra), Simon Rix (baix), Nick ‘Peanut’ Baines (teclat) i Nick Hodgson (bateria i cantant), fou on els xics havien decidit formar un grup que tinguera com a propòsit aconseguir debutar en el Festival de Leeds de l'any següent. Divuit mesos després, els xics van aconseguir ficar-se a les llistes de singles sense cap invitació, van derrotar una gran multitud fins a arribar a Moscou i van tocar com a teloners de Franz Ferdinand.
Però, la història dels Kaiser chiefs va començar temps abans de decidir aquest nom per al grup, eixit d'un grup de futbol sud-africà. Companys a l'escola, Simon, Peanut i Nick van tocar junts en diferents grups de música des del quinze anys. Després van estar espiant Ricky, diplomat per una escola d'art i una gran bola plena d'energia hiperactiva, per tal de formar un grup amb recopilacions dels coneguts Rolling Stones. Malgrat la invitació d'aquestos, Ricky no va accedir la primera vegada, però a la fi, va acceptar. "No se per què" diu Ricky riguent-se, "encara no teníem cap tema en eixe moment". Després de submergir-se a l'escena més vibrant de Leeds, Ricky i Nick van començar a animar les llegendàries festes electro-punk conegudes com a Pigs, que cada vegada eren més elegants que les originàries. Eixes nits sota el folklore de Leeds són encara recordades pel grup com a anècdotes, i, a més, encara recorden com van prohibir de continuar el concert a Ricky per cantar "Age of Spades" de Motörhead, per incitar massa a la violència. Però, com era d'esperar, aquesta norma la van transgredir.
El fet de trobar-se al centre de l'escena musical més candent del seu país, va fer que el grup decidira pujar el seu nivell musical. Després d'una llarga i calenta discussió, els membres del grup van estar d'acord amb el fet que si volien una plaça al pròxim Festival de Leeds, deurien començar des de zero. Començaren a canviar-ho tot, primer el nom ("kaiser chiefs era l'únic nom amb què tots els membres estavem conformes" diuen els membres) i es desferen després de les seues cançons. "Era com veure la llum" diu Ricky, "vam estar esforçar-nos tant per estar tots d'acord que vàrem oblidar allò que millor fèiem, no estar mai conforme". No estar conforme amb res implicava, pareix, el fet de donar formar a cançons pop que sobrepassaven la resta, aquelles que parlaven dels carrers de les ciutats o de relacions. Cançons que podien haver sigut escrites només observant la vida quotidiana del nord d'Anglaterra, i els sons de les quals era esmaltat per reminiscències que van de Madness a The Kinks, passant per Roxy Music i Blur.
"Nosaltres només estavem fins als nasos de tots eixos grups espantosos que venien de l'altra banda de l'Atlàntic" diu Nick. Ricky aprova: "nosaltres deixarem de cantar sobre el fet de treballar als ferrocarrils o sobre el vals dels instituts, per parlar de com se sentir-se ser atropellat en el Hyde Park de Leeds". Aquestes declaracions van tocar la sensibilitat del públic. El seu primer single autofinançat, "Oh my God", va aconseguir la plaça 66 a les llistes de vendes, malgrat fóra una edició llimitada. El segon single, "I predict a riot" (la seua primera publicació des que van firmar amb la productora independent B-Unique, casa discogràfica de grups com The Atomic o The Ordinary Boys), va aconseguir ser número 20 a la mateixa llista de vendes.
Després d'això, van firmar contractes amb els nord-americans i japonesos de la Universal i van ser reconeguts com un dels grups britànics d'èxit per la KROQ, una ràdio americana amb molta influència en el món del rock. Encara més, el Leeds United Football Club va posar les cançons a l'estadi durant els partits. Amb tot això, era d'esperar que foren escollits per fer la clausura de la gira 2005 dels NME Awards, lloc que abans havia ajudat a pujar a l'èxit a grups com Coldplay o Franz Ferdinand. El segon àlbum del grup és esperat per a febrer del 2007.

## Membres actuals

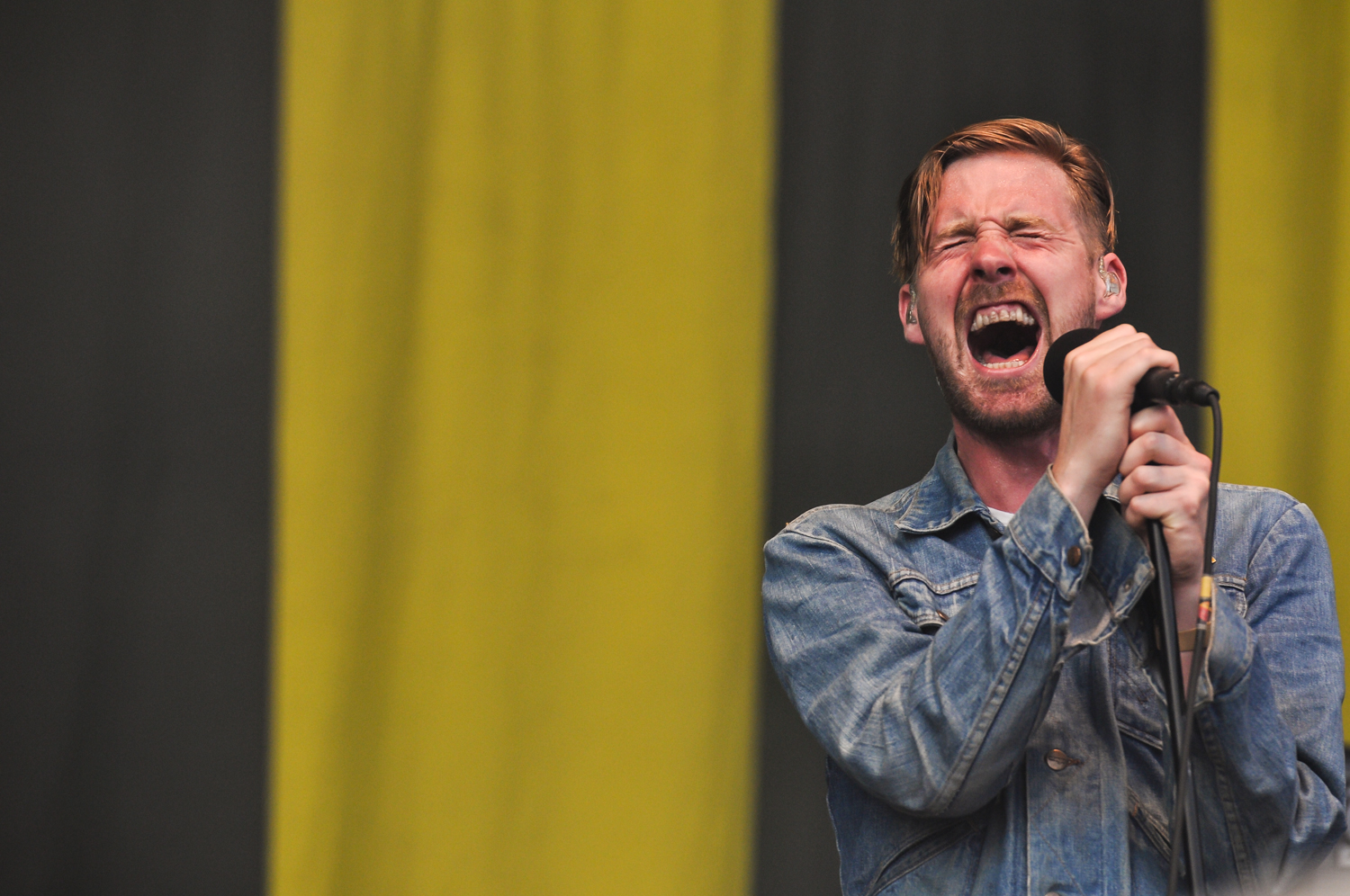
Ricky Wilson

- Ricky Wilson (Cantant)
- Andrew White (Guitarra)
- Simon Rix (Baix)
- Nick Baines (Teclats)
- Nick Hodgson (Bateria)

## Discografia

### Àlbums
- 2005: Employment.
- 2007: Yours Truly, Angry Mob.
- 2008: Off With Their Heads.
- 2011: The Future Is Medieval.
- 2012: Start the revolution without me (en exclusiva per al mercat nord-americà. S'inclouen cançons de The future is medieval, a més de cinc temes inèdits).
- 2012: Souvenir: The Singles 2004-2012.
- 2014: Education, Education, Education and War

### Singles
- 2004: "Oh My God", de Employment.
- 2004: "I Predict a Riot", de Employment.
- 2004: "You Can Have It All", de Employment.
- 2005: "Everyday I Love You Less and Less", de Employment.
- 2005: "Modern Way", de Employment.
- 2007: "Ruby", de Yours Truly, Angry Mob.
- 2007: "Everything Is Average Nowadays", de Yours Truly, Angry Mob.
- 2007: "The Angry Mob", de Yours Truly, Angry Mob.
- 2007: "Love's Not A Competition (But I'm Winning)", de Yours Truly, Angry Mob.
- 2008: "Never Miss A Beat", de Off With Their Heads.
- 2008: "Good Days Bad Days", de Off With Their Heads.
- 2011: "Little Shocks", de The Future is Medieval.
- 2011: "Man on Mars", de The Future is Medieval.
- 2011: "Kinda Girl You Are", de The Future is Medieval.
- 2012: "On The Run", de Start The Revolution Without Me.
- 2012: "Listen To Your Head", de Souvenir: Singles 2004 - 2012.

## DVD
Enjoyment (2005) 